# تأمين على ممتلكات

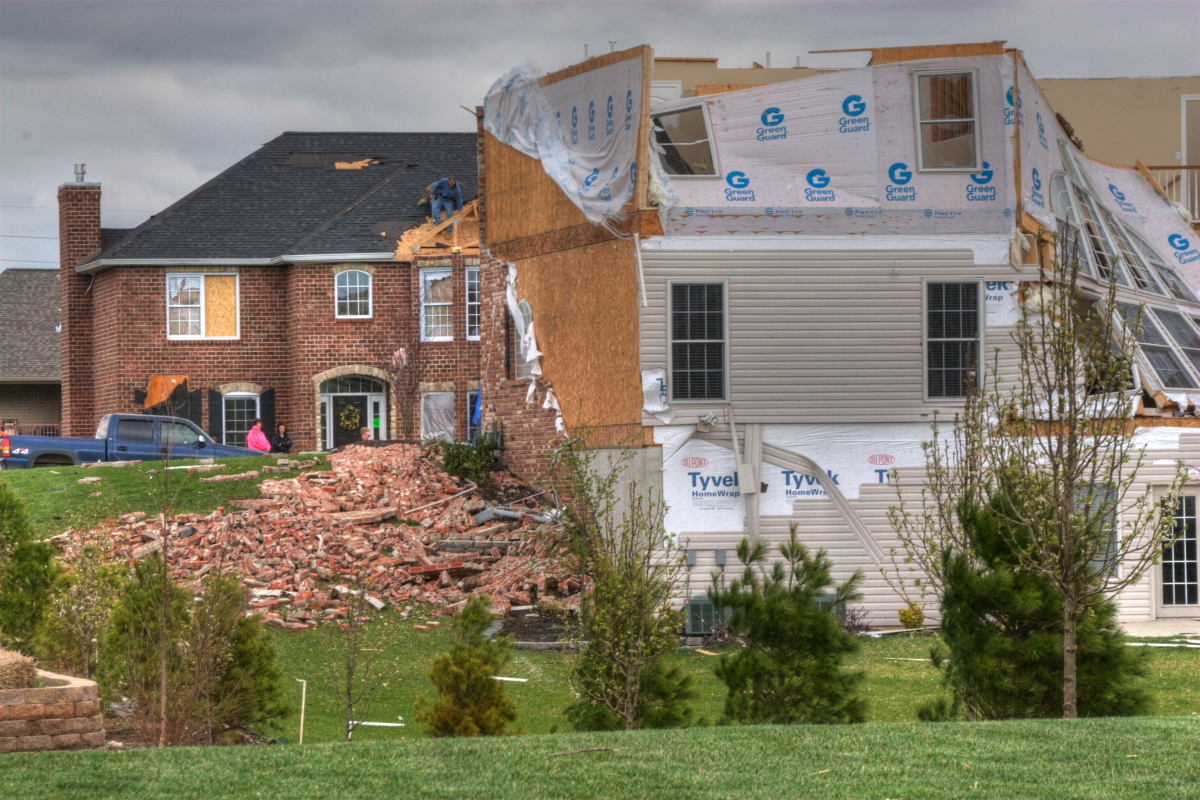
هذا الضرر المتسبب عن إعصار تعتبره شركة تأمين قضاء وقدرا ، ولا تقوم بتعويضه.

تأمين على ممتلكات  (بالإنجليزية: Property insurance) هو تامين على ممتلكات ضد الأخطار، مثل الحريق أو السرقة أو ضد بعض الأضرار المتسببة عن الطقس. والتأمين على ممتلك بعينه يمكن أن ينحصر في تأمين ضد الحريق فقط أو تأمين ضد الغرق (الفيضان) فقط أو ضد الزلازل.
وفي العادة لا يشمل التأمين على منزل التأمين ضد الزلازل أو ضد الفيضانات أو ضد الأضرار الناتجة عن الإرهاب أو الحرب. ويتطلب التأمين ضد اخطار مسماة، مثل الحريق أو السرقة، رصد قائمة المفقودات وسبب الضرر لكي تقوم شركة التأمين بدفع تعيض عن الضرر. ومن الأخطار المسماة named perils التي يؤمن عليها عادة، تأمين ضد الحريق والصواعق، والانفجار والسرقة.
ويوجد لدى شركات التأمين برنامج باسم تغطية جميع الأخطار (All Risks Insurance) يشمل جميع أنواع الأخطار التي يمكن ان تمر علي الممتلكات.

## عقد تأمين
يدفع صاحب الملك بموجب عقد التأمين قسطا شهريا متناسبا مع قيمة العقار المؤمن عليه، ونوع أو أنواع المخاطر. وتقوم الشركة المؤمنة بموجب العقد بدفع قيمة الخسائر أو الأضرار المتسببة عن الأخطار المذكورة في العقد.

## اقرأ أيضًا
- تأمين
- تأمين على الحياة
- تأمين ضد البطالة
- تعويضات البطالة
- صاحب بوليصة تأمين
- ضمان أمانة
- قوة قاهرة
- التزام قانوني
- قسط مكتسب
- مؤتمن
- ارتكاب فعل ضار